# Евдокия (дочь Валентиниана III)
Евдоки́я (Евдокси́я; 439—471 или 472, Иерусалим) — старшая дочь римского императора Валентиниана III и Лицинии Евдоксии. Её младшей сестрой была Плацидия, жена императора Олибрия.

## Биография
В середине 440-х годов, в возрасте пяти лет, Евдокия была обручена с сыном короля вандалов Гейзериха Хунерихом, который в то время был заложником в Италии. Эта помолвка укрепила союз между Римом и королевством вандалов в Африке. В то время их брак ещё не состоялся, поскольку Евдокия ещё не достигла брачного возраста.
Отец Евдокии был убит в 455 году, и его преемник Петроний Максим заставил мать Евдокии выйти за него замуж, а саму Евдокию — за своего сына Палладия. В ответ вандалы по просьбе матери Евдокии, желавшей отомстить за смерть мужа, вторглись в Италию и убили Петрония Максима и его сына, а Евдокию, её мать и младшую сестру Плацидию забрали в Карфаген. Через семь лет мать и сестра Евдокии были отправлены в Константинополь, а Евдокия осталась в Африке и вышла замуж за Хунериха приблизительно в 460 году. У них был сын Хильдерих, который правил как король вандалов в 523—530 годах.
Через некоторое время после рождения Хильдериха Евдокия уехала в Иерусалим из-за религиозных разногласий со своим мужем-арианином. Она умерла там и была похоронена в гробнице своей бабушки августы Евдокии.